# Avenue de Fronton
Ne doit pas être confondu avec Route de Fronton.
L'avenue de Fronton (en occitan : avenguda de Frontonh) est une voie de Toulouse, chef-lieu de la région Occitanie, dans le Midi de la France.

## Situation et accès

### Description
L'avenue de Fronton est une voie publique. Elle traverse les quartiers de Barrière de Paris, Trois-Cocus et Lalande.
Elle correspond à une partie de la route départementale 4, qui va du lieu-dit de Peyrouliès, à Fronton, jusqu'à Toulouse et, de là, à Saint-Sulpice-sur-Lèze. Elle est prolongée au nord, dans le département de Tarn-et-Garonne, par la route départementale 13, qui aboutit à Labastide-Saint-Pierre. En 2017, la partie de la route départementale 4 qui se trouve sur le territoire de Toulouse Métropole lui est concédée comme route métropolitaine 4.

### Voies rencontrées
L'avenue de Fronton rencontre les voies suivantes, dans l'ordre des numéros croissants (« g » indique que la rue se situe à gauche, « d » à droite) :
1. Barrière de Paris
2. Avenue des États-Unis (g)
3. Rue Frédéric-Bérat (d)
4. Rue Pagès (d)
5. Rue Eugène-Labiche (d)
6. Rue Frida-Kahlo (g)
7. Rue Lionel-Terray (d)
8. Rue Marcel-Clouet (g)
9. Rue Florian (g)
10. Avenue Jules-Ferry (g)
11. Rue Paul-Verlaine (d)
12. Rue Charles-Nuitter (d)
13. Place des Papyrus - accès piéton (d)
14. Rue des Érables (g)
15. Rue Muratet (d)
16. Rue Marius-Dulong (g)
17. Rue Hilaire-Pader (g)
18. Rue Marc-Miguet (d)
19. Impasse du Marché-Gare (d)
20. Chemin du Séminaire (d)
21. Rue Léonce-Duclos (d)
22. Place Roger-Boujard (g)
23. Chemin de l'Église-de-Lalande (g)
24. Chemin du Baron (d)
25. Place Paul-Riché (g)
26. Avenue Jean-Zay
27. Impasse de Fronton (d)
28. Chemin du Lapin (g)
29. Rue Lise-Meitner (d)
30. Chemin du Lapin (g)
31. Impasse Jean-Alphand (d)
32. Rond-point Maurice-Espitalier
33. Impasse Simone-de-Beauvoir (g)
34. Rue André-Haon (d)
35. Chemin de Lapparou (d)
36. Impasse des Horticulteurs (g)
37. Rue Fortuné-Gasparotto (d)
38. Impasse Honoré-Daumier (d)
39. Avenue Salvador-Allende - Aucamville (g)
40. Boulevard Henri-Gaussen (d)
41. Chemin de Moulis (d)
42. Chemin André-Salvy - Aucamville (g)
43. Route de Fronton - Aucamville

### Transports
L'avenue de Fronton se trouve, au sud, à proximité de la barrière de Paris, où se trouve la station de métro du même nom, sur la ligne , ainsi que les arrêts des lignes de bus 152941110. La station de La Vache, sur la même ligne de métro, est également accessible par la rue Paul-Verlaine. À partir de cette dernière et jusqu'à Aucamville, l'avenue de Fronton est parcourue et desservie par les lignes de bus 596069 ainsi que, à partir de la rue Hilaire-Pader, par la ligne de bus 29. 
Plusieurs stations de vélos en libre-service VélôToulouse se trouvent le long de l'avenue de Fronton ou à proximité, toutes entre la barrière de Paris et la place Paul-Riché : les stations no 125 (2 barrière de Paris), no 235 (face au 8 rue Paul-Verlaine), no 243 (96 avenue des États-Unis), no 253 (face au 68/70 avenue des États-Unis), no 259 (place Riché-Lalande), no 260 (rue Léonce-Duclos), no 314 (esplanade Claude-Cornac), no 315 (269 avenue de Fronton) et no 316 (rond-point Maurice-Espitalier).

## Odonymie
L'avenue de Fronton tient son nom de ce que, en se séparant de la route principale, l'ancien chemin de Paris (actuelle avenue des États-Unis), à la hauteur de la barrière de Paris, elle se dirigeait vers la ville de Fronton, capitale du Frontonnais et de la plaine de la Garonne en aval de Toulouse. Les textes les plus anciens, au XVe siècle, lui donnent déjà le nom de chemin ou de route de Fronton (cami de Frontonh en occitan médiéval). On lui trouve, à la fin du XVIIe siècle, le nom de chemin de Gaffelaze, qui était un des hameaux qui constituaient la paroisse de Saint-Alban.

## Patrimoine et lieux d'intérêt

### Fermes et maisons toulousaines

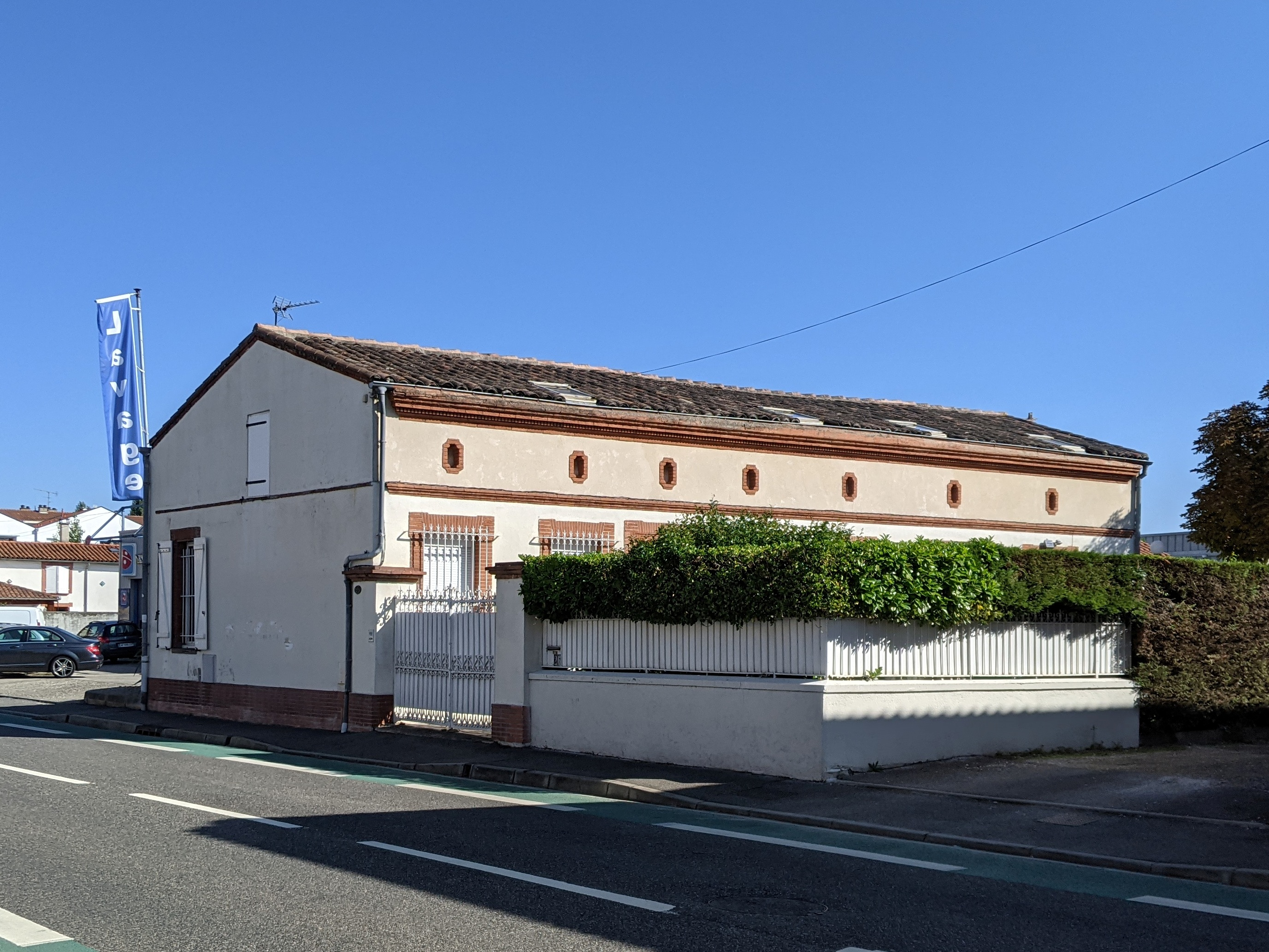
no 26 : ancienne ferme.

- no  24 : ferme toulousaine[4].

- no  26 : ferme. 
Une ferme de type maraîchère, construite dans la première moitié du XIXe siècle, est bâtie en brique. Le bâtiment se développe perpendiculairement à l'avenue et s'élève sur deux niveaux séparés par un cordon de brique : un rez-de-chaussée et un comble à surcroît. Ce dernier est aéré par des jours à l'encadrement de brique. Une corniche moulurée à denticules supporte la toiture[5].

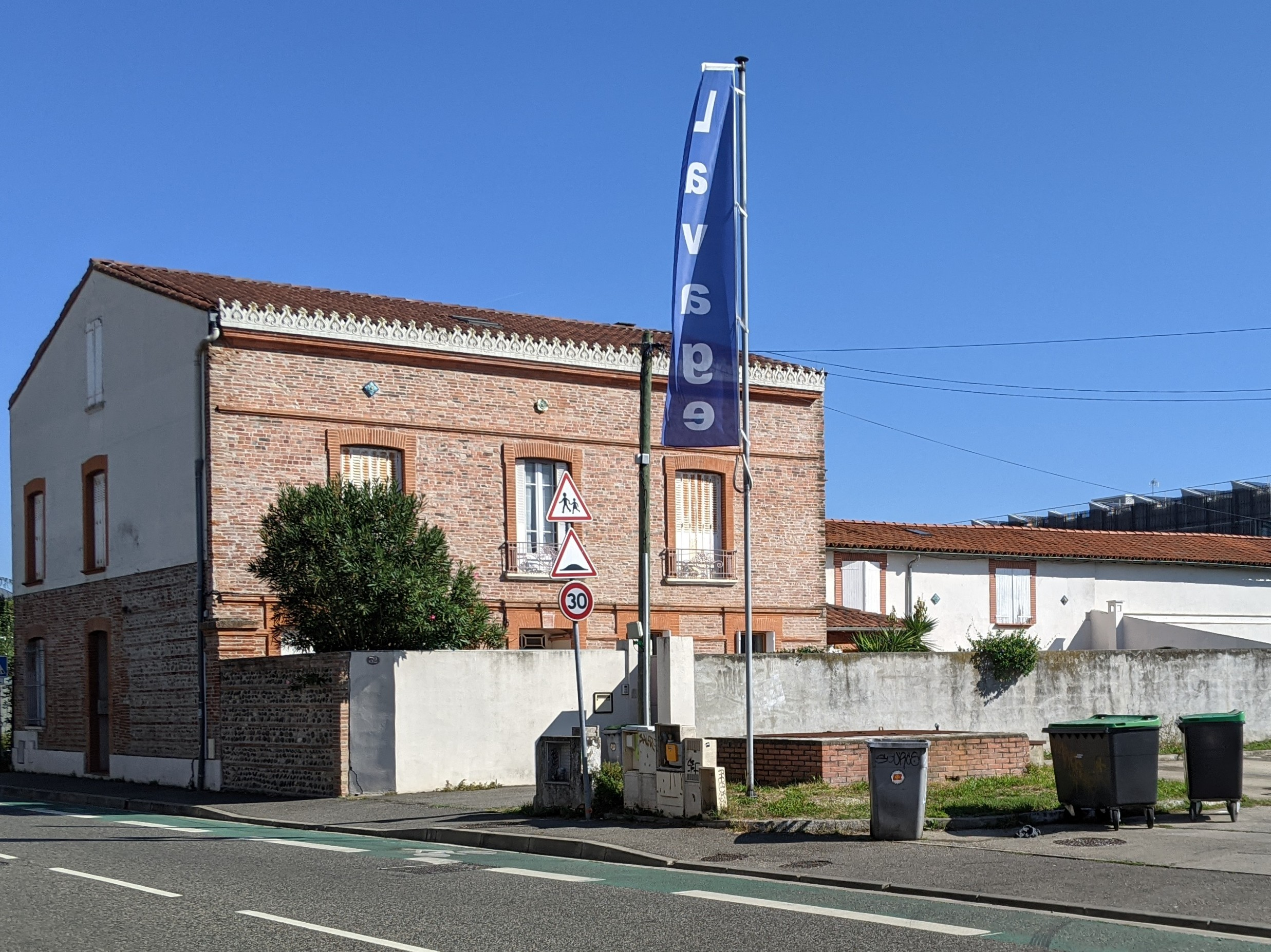
no 32 : ancienne ferme.

- no  32 : ferme. 
Une ferme de type maraîchère est construite dans la deuxième moitié du XIXe siècle. Le bâtiment se développe perpendiculairement à l'avenue et se compose de plusieurs corps de bâtiment : un logis principal et une annexe. La façade principale est en brique, tandis que les façades latérales sont en assises alternées de briques et de galets de Garonne. L'étage correspond à une surélévation, vraisemblablement vers 1930. Les fenêtres ont des garde-corps aux motifs caractéristiques de l'Art déco. Le niveau de comble est marqué par des cabochons en terre cuite vernissée et  ornée de feuillages. Une corniche moulurée et une frise d'antéfixes à motifs de palmes couronnent la façade. L'ancienne noria en fer forgé a disparu entre 2008 et 2012 – seule subsiste le socle en brique, devant le mur de clôture[6].

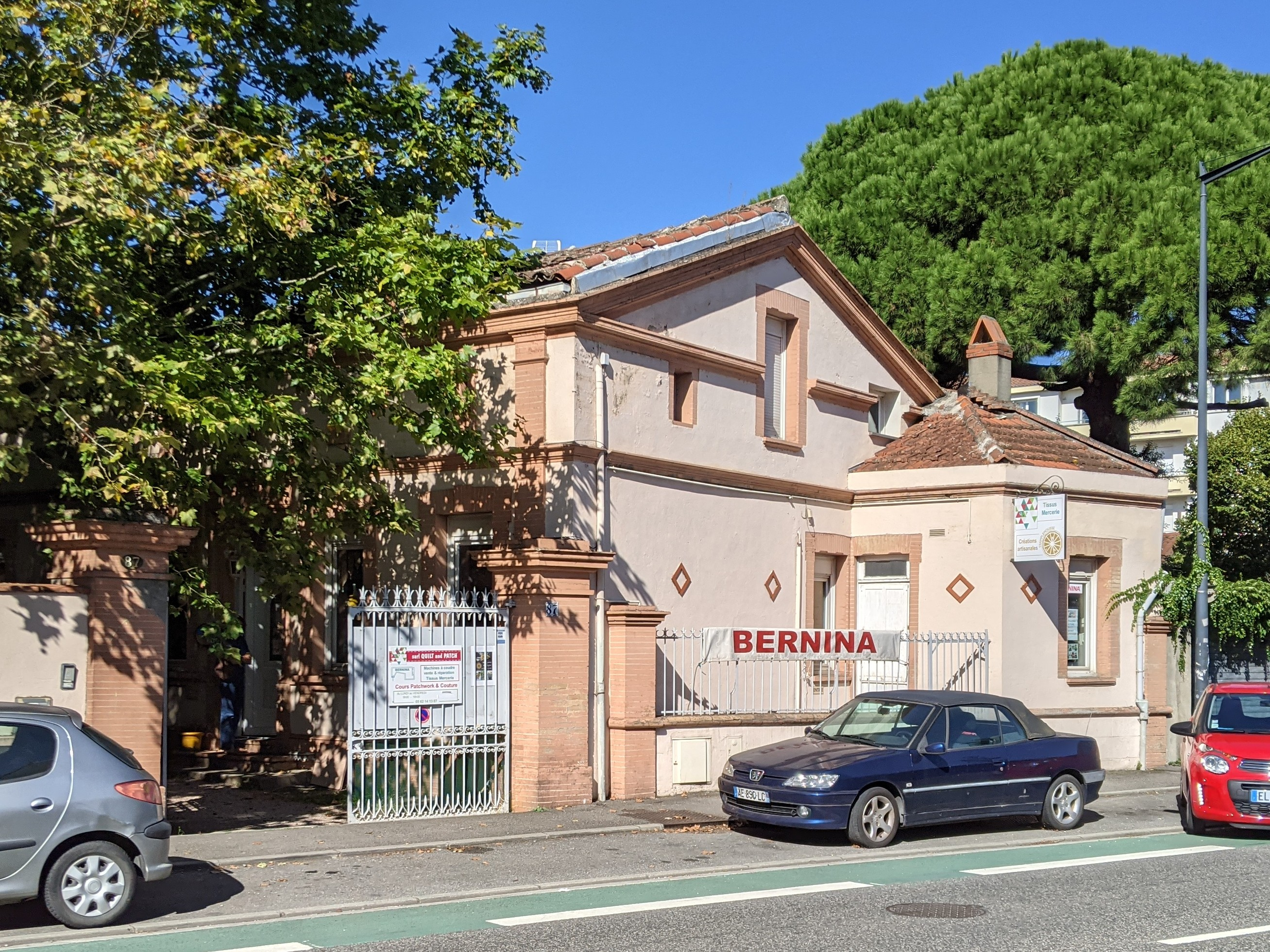
no 87 : ancienne ferme.

- no  87 : ferme. 
La ferme est construite dans la deuxième moitié du XIXe siècle. Le bâtiment, bâti en brique, s'élève perpendiculairement et en léger retrait par rapport à l'avenue. Il développe sa façade sur neuf travées, encadrées de pilastres superposés, et sur deux niveaux, séparés par un cordon. Au rez-de-chaussée, les fenêtres ont un encadrement en légère saillie, mis en valeur par une agrafe. Au niveau du comble à surcroît se trouvent de simples ouvertures étroites et rectangulaires. L'élévation est surmontée d'une large corniche moulurée[7].

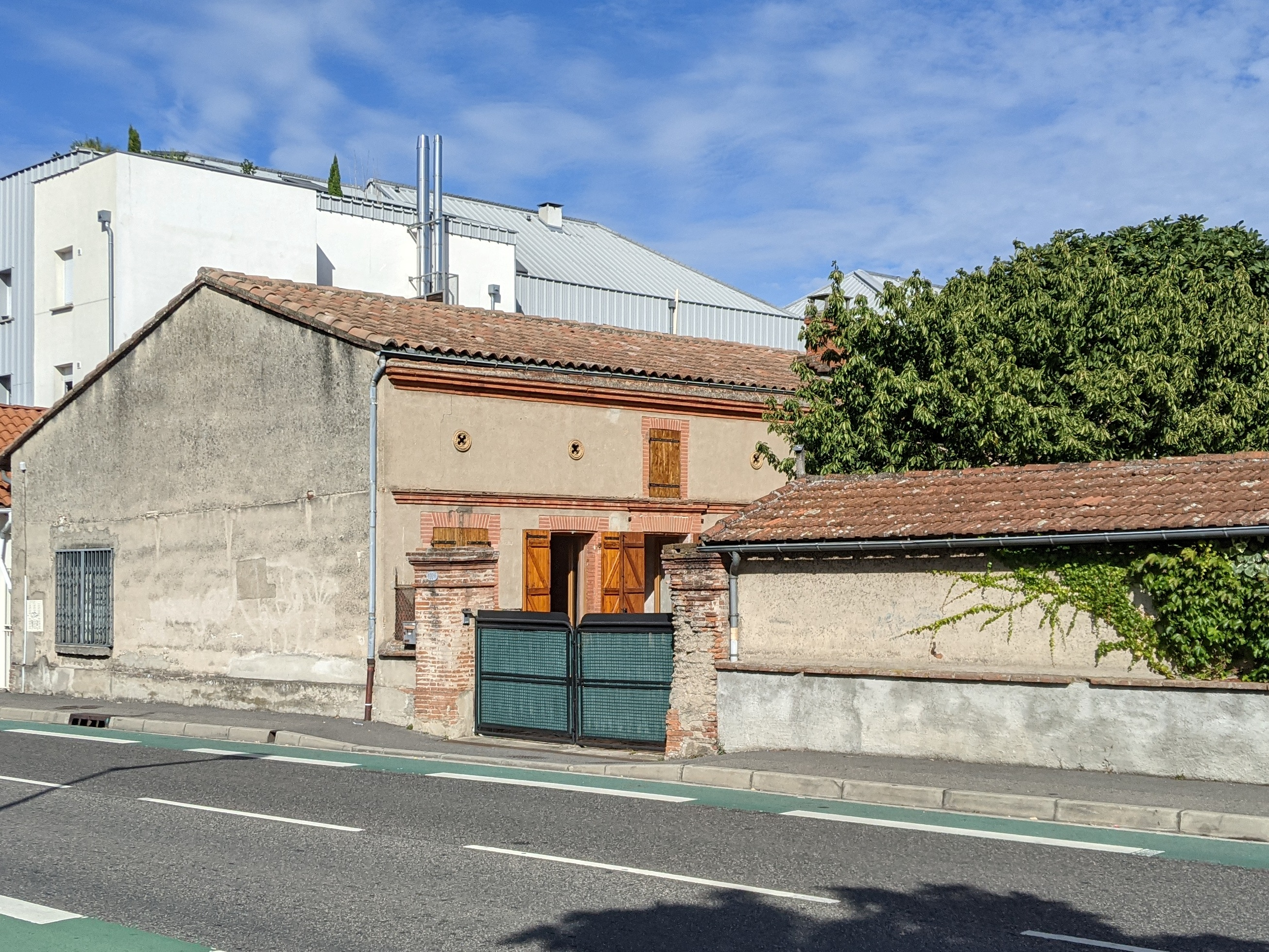
no 106 bis : ancienne ferme.

- no  106 bis : ferme. 
La ferme maraîchère est construite dans la deuxième moitié du XIXe siècle. L'édifice, bâti en assises alternées de brique et de galets de Garonne, est disposé perpendiculairement à l'avenue. Les niveaux sont séparés par une corniche moulurée. Le niveau de comble est percé d'ouvertures en terre cuite et d'une petite fenêtre rectangulaire qui donnait accès au galetas[8].

- no  107 : ferme[9].
- no  116 : ferme[10].
- no  127 : ferme[11].
- no  139 : ferme.
- no  141 : ferme[12].
- no  145 : ferme[13].
- no  147 : ferme[14].
- no  149 : ferme[15].
- no  168 : ferme[16].
- no  174 : ferme[17].
- no  198 : ferme[18].
- no  204 : ferme[19].
- no  210 : ferme.

- no  289 : villa des Fleurs. 
Une ferme est construite au cours du XVIIIe siècle. Elle appartient, en 1830, à la veuve de Jean Bernard. Le domaine agricole comprend alors une vigne, un jardin et une maison et sa cour. Au XIXe siècle, le bâtiment est agrandi et surélevé. L'édifice est construit perpendiculairement à l'avenue de Fronton, à l'angle du chemin du Lapin (actuel no 16). Il se compose de deux bâtiments : un logis principal, à l'ouest, et des communs, à droite. 
Le logis principal, bâti en brique, comprend plusieurs corps de bâtiment. La façade principale, orientée au sud, se développe sur sept travées et s'élève sur trois niveaux. Elle est couverte par un enduit imitant un appareil de pierre. Au rez-de-chaussée, les portes sont couronnées d'une corniche. Le niveau de comble est aéré, sur le côté du pignon, par des jours en terre cuite. L'élévation est couronnée par une large corniche moulurée. 
À l'est, le bâtiment correspond latéral correspond à des communs ou des parties agricoles. Il prend appui sur l'élévation latérale du logis. Il est bâti, au rez-de-chaussée, en assises de brique cuite et de galets et, à l'étage, en brique crue. Le rez-de-chaussée est largement ouvert par deux portes charretières[20].

### Cité du Nord

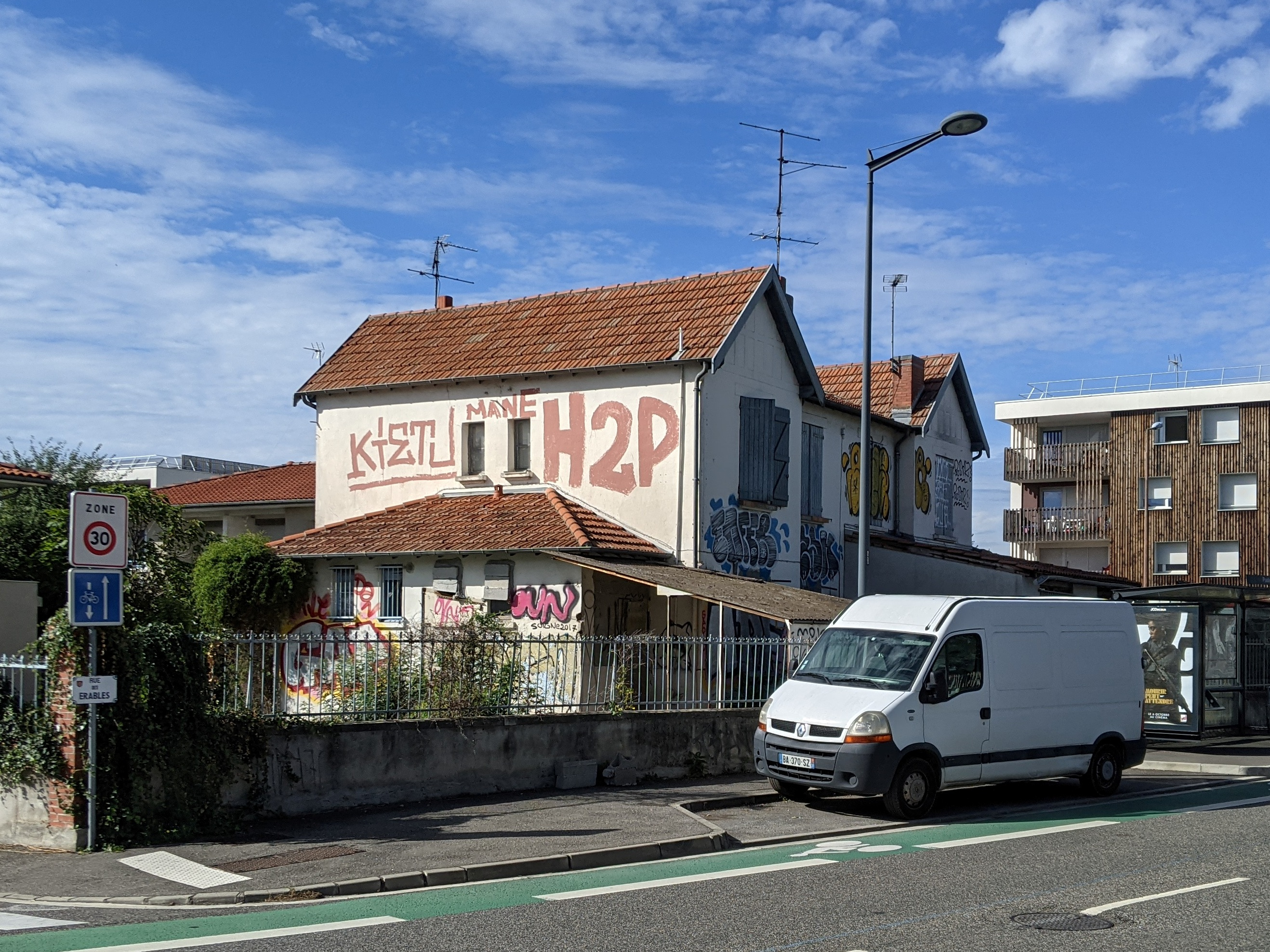
no 9-11 rue des Érables et no 10-12 rue Pierre-Marius-Dulong : maisons de la cité du Nord.

La cité du Nord est la première des cités-jardins toulousaines. Elle est construite grâce au soutien de Marius Dulong, conseiller municipal et président de l'Office public d'habitations à bon marché (OPHBM) de Toulouse, et de la municipalité socialiste d'Étienne Billières. Jean Montariol, architecte de la ville et de l'OPHBM, en dessine les plans. Elle occupe une parcelle de 25 000 m², délimitée à l'ouest par l'avenue des États-Unis) et à l'est par l'avenue de Fronton, et desservie par plusieurs rues nouvelles – la rue des Marronniers (actuelle rue Alfred-Nobel), la rue des Lilas (disparue), la rue des Tilleuls (actuelle rue Hilaire-Pader), la rue des Acacias (actuelle rue Pierre-Marius-Dulong) et la rue des Érables –, autour de la place de la Cité-du-Nord (actuelle place Ferdinand-Fauré). La cité compte 154 logements, des lavoirs et des bains-douches (emplacement de l'actuel no 2). Après deux ans de travaux, elle est inaugurée le 10 juillet 1927 par Émile Berlia, député de la Haute-Garonne et président de l'OPHBM, quoique les travaux se poursuivent jusqu'en 1930,. 
À la fin du XXe siècle, la cité du Nord a vieilli et connaît des difficultés : dégradations, manque de confort, logements squattés. À partir du mois d'août 2001, la plus grande partie de la cité est vouée à la démolition,,,. En 2021, seules deux maisons, rue des Érables (actuels no 9-11) et rue Pierre-Marius-Dulong (actuels no 10-12), témoignent de la cité de l'Entre-deux-guerres.

### Établissements scolaires
- no  38 : écoles maternelle et élémentaire Lucie-Aubrac. 
Le groupe scolaire Lucie-Aubrac est construit en 2012, sur les plans des architectes toulousains Marc Laurens et Pierre Loustau. Elle occupe une vaste parcelle, occupée par une ancienne ferme maraîchère détruite vers 2009, entre l'avenue de Fronton et la route de Launaguet (actuel no 29). L'école maternelle occupe le rez-de-chaussée, avec une cour partiellement couverte, et l'école élémentaire un bâtiment avec une cour aménagée sur le toit-terrasse à l'étage. Le bâtiment est habillé d'un bardage de « crayons » de bois qui assure l'isolation et filtre la lumière[28].

- no  109 : écoles maternelle et élémentaire Jules-Ferry. 
La construction du groupe scolaire est consécutive à l'accroissement de la population dans le quartier de la Salade. La vieille école Jules-Ferry, ouverte en 1909 pour les filles, et l'école des Minimes pour les garçons sont devenues insuffisantes. Le projet, approuvé par le conseil municipal en 1931, est confié à l'architecte de la ville, Jean Montariol, et les travaux sont commencés en avril 1933. Les bâtiments s'organisent entre l'avenue des États-Unis (actuel no 96) où s'ouvre l'école de garçons, l'avenue Jules-Ferry (actuel no 8) où se trouve l'école maternelle, et l'avenue de Fronton (actuel no 109) où s'élèvent les bâtiments de l'école de filles. Le groupe scolaire est finalement inauguré en mai 1935 par Jules Julien, adjoint au maire[29],[30].

### Immeubles et maisons

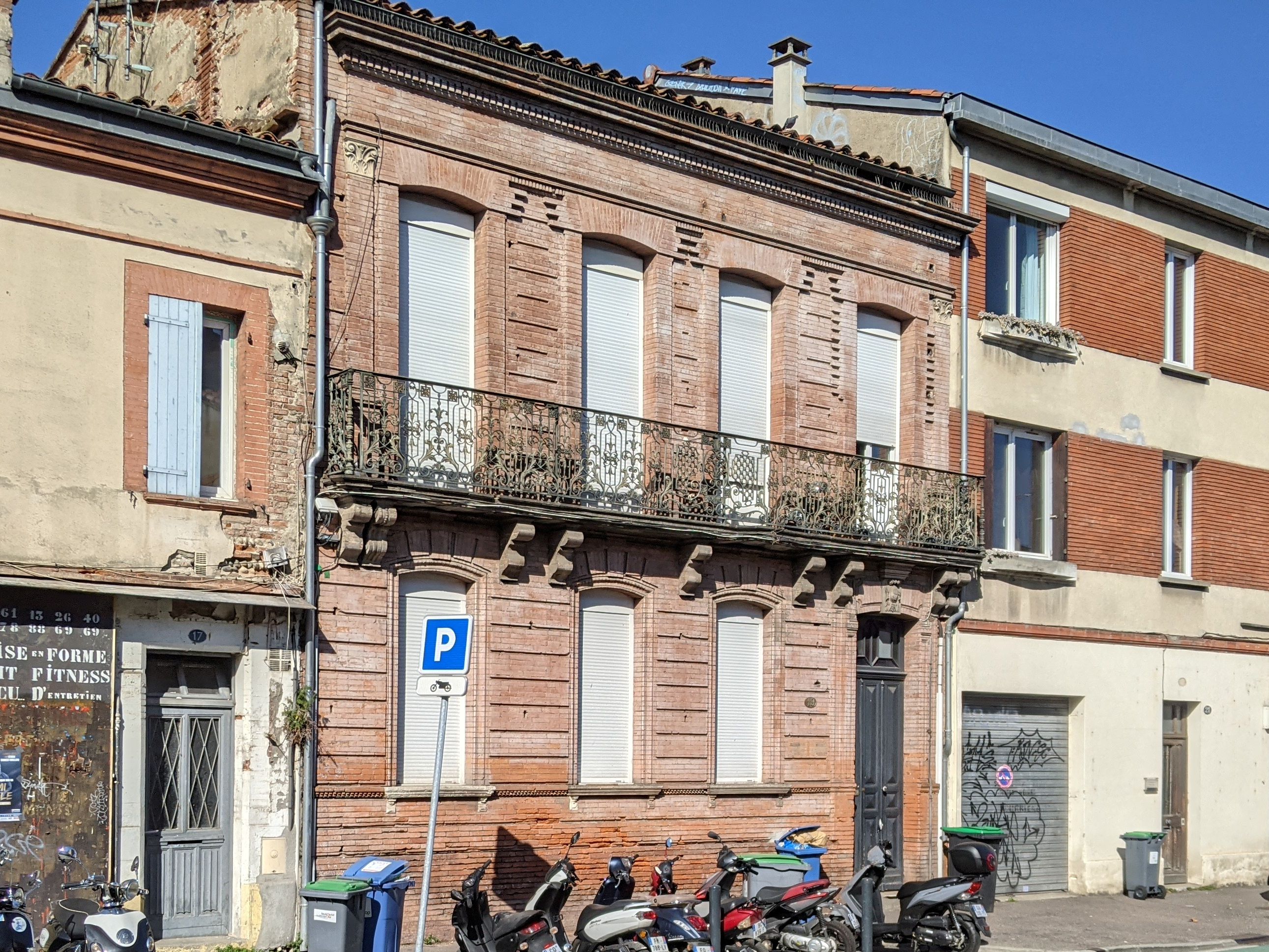
no 19 : maison.

- no  19 : maison. 
La maison est construite dans la deuxième moitié du XIXe siècle. La façade en appareil de briques est traitée avec soin et mise en valeur par son décor en bossage continu. Les fenêtres ont des chambranles finement moulurés et des appuis en pierre au niveau desquels court un cordon de brique à denticules. Dans la travée de droite, la porte a une agrafe qui porte le monogramme « JS ». À l'étage, la façade est encadrée de pilastres à chapiteaux corinthiens en terre cuite. Un balcon filant en pierre, soutenu par de lourdes consoles, porte un garde-corps en ferronnerie à motifs végétaux et géométriques. Un large cordon sépare ce niveau du comble à surcroît, couronné par une corniche moulurée à denticules[31].

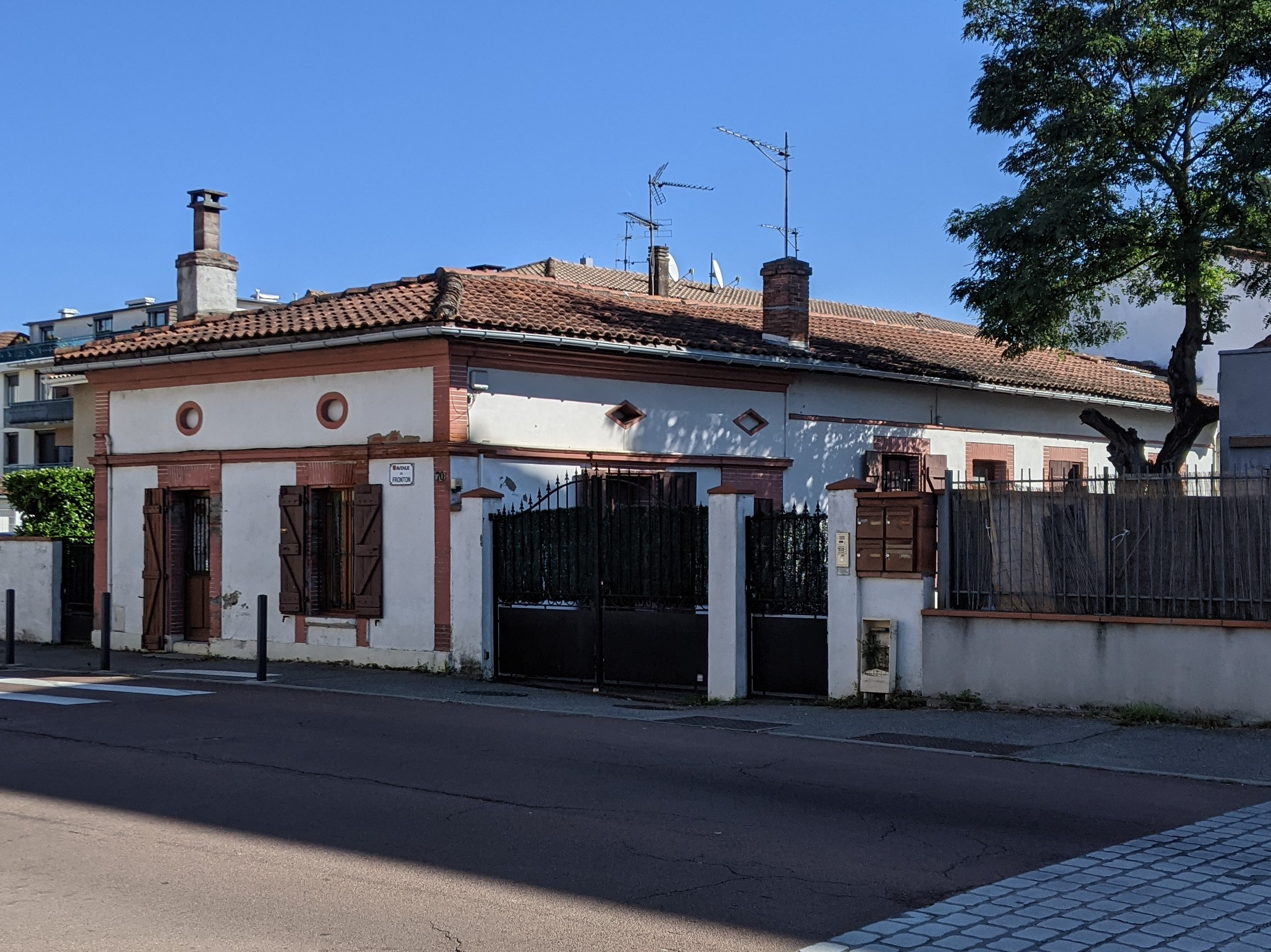
no 70 : maison toulousaine.

- no  70 : maison toulousaine. 
La maison est construite dans le deuxième quart du XIXe siècle. Le bâtiment, bâti en brique, bénéficie d'une architecture soignée. La maison se développe sur deux niveaux séparés par un cordon. Le niveau de combles est percé d'ouvertures en ovale du côté de la rue, en losange sur le jardin. L'élévation est couronnée d'une large corniche moulurée[32].

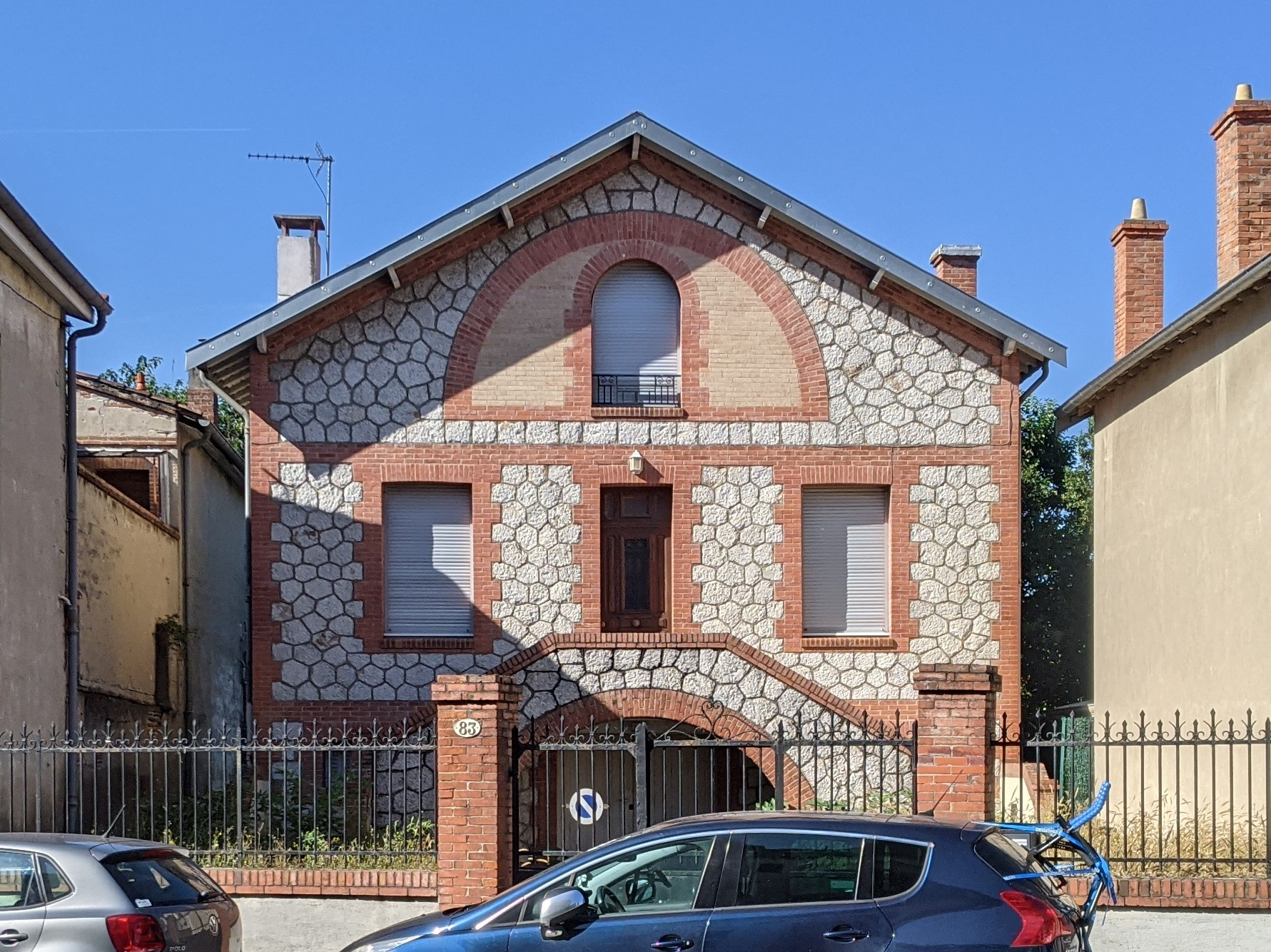
no 83 : maison.

- no  83 : maison. 
La maison, construite dans les années 1920 ou 1930, est caractéristique des maisons à pignon qui se construisent dans les faubourgs toulousains. Elle s'élève en milieu de parcelle, au centre d'un jardin, séparé de la rue par un mur de clôture. La façade de la maison joue de la polychromie des moellons de pierre et de la brique. Elle s'élève sur trois niveaux : un rez-de-chaussée, un étage et un niveau de comble. Le rez-de-chaussée est occupé par le garage, dont l'entrée est prise dans l'arc en plein cintre que forme l'escalier à double volée qui permet de monter à la porte d'entrée, qui se situe à l'étage. Elle a conservé son huisserie en bois. Elle est encadrée de deux fenêtres rectangulaires. Le niveau de comble est éclairé par une fenêtre voûtée en plein cintre, ornée d'un garde-corps en fer forgé et mise en valeur par un décor d'arc en plein cintre[33].

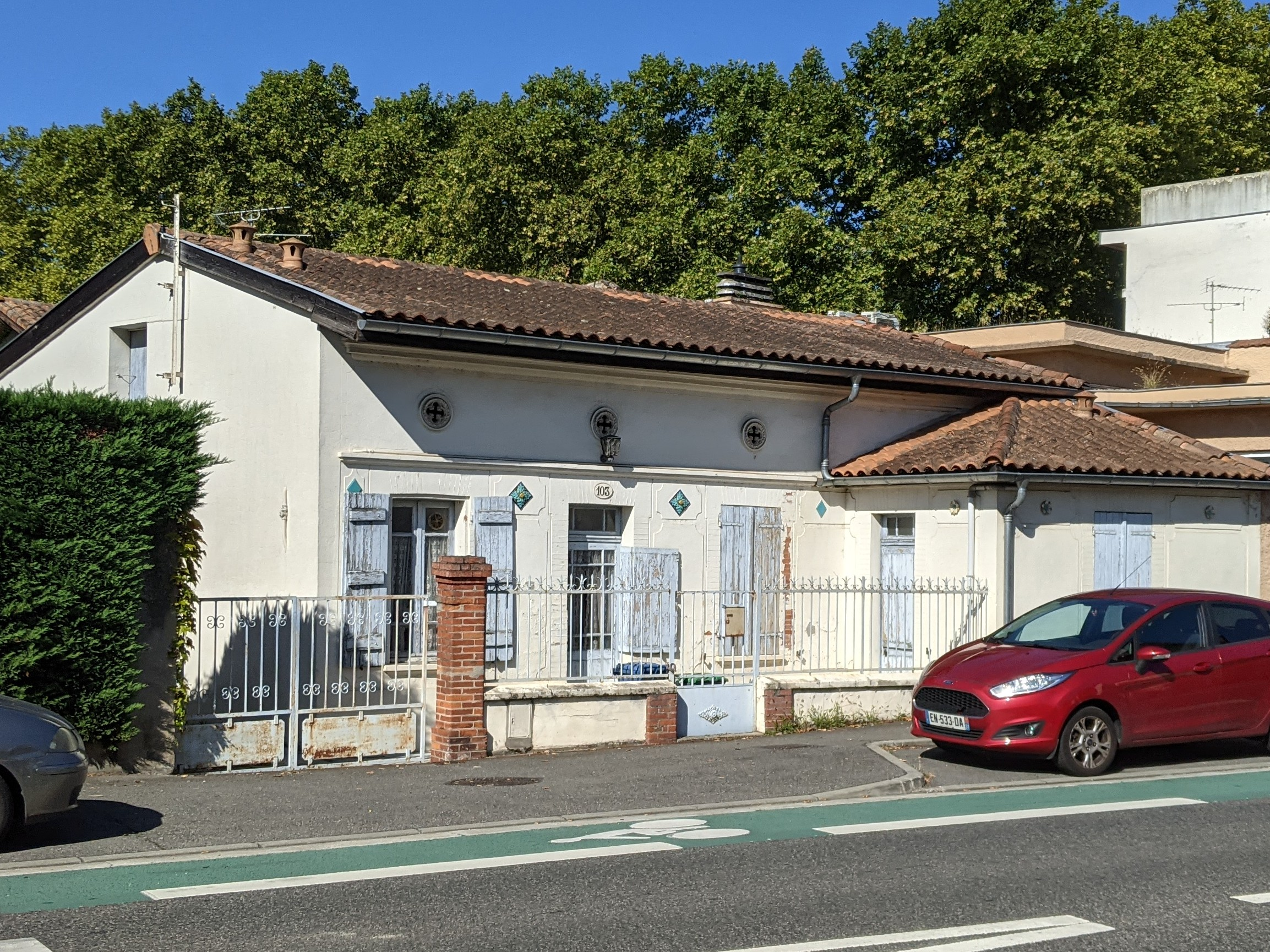
no 103 : maison toulousaine.

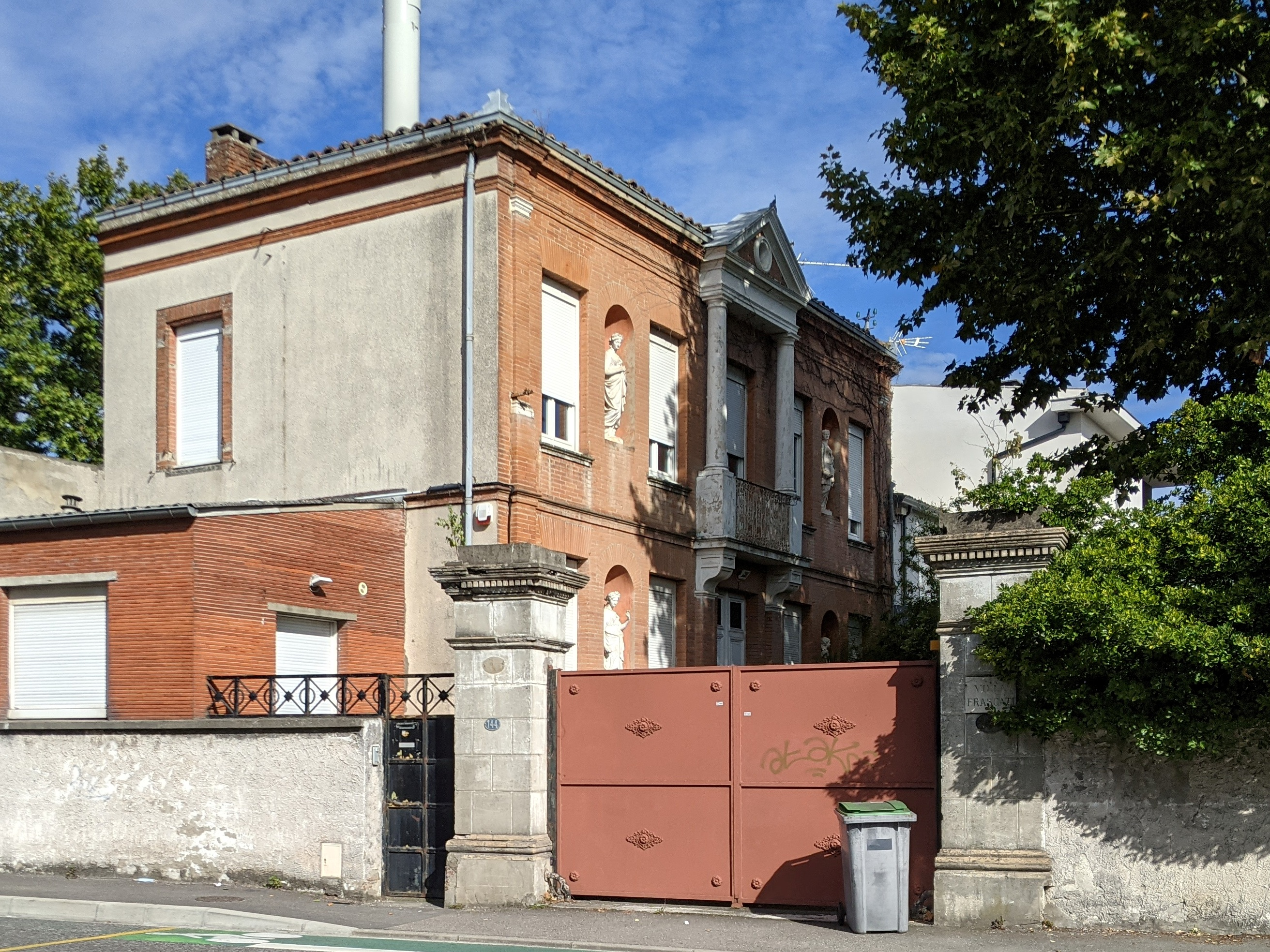
no 144 : villa Frascati.

- no  85 : maison[34].

- no  103 : maison[35].

- no  144 : villa Frascati. 
La villa Frascati est une maison de plaisance construite dans le deuxième moitié du XIXe siècle. Elle possède une élégante façade de style néo-classique, qui rappelle les constructions de la période de la Restauration à Toulouse. Elle est symétrique et s'élève sur trois niveaux. Le sous-sol semi-enterré est simplement percé de fenêtres basses. La façade, au rez-de-chaussée et à l'étage, est maçonnée en brique. Elle est encadrée de pilastres qui ont des chapiteaux doriques à l'étage. Les travées latérales sont percées de fenêtres rectangulaires et séparées par des niches dans lesquelles prennent place des statues en pierre de divinités romaines. La travée centrale est particulièrement mise en valeur : au rez-de-chaussée, un escalier de quatre marches monte à la porte principale, encadrée de pilastres dont les chapiteaux sont surmontés des consoles qui soutiennent le balcon de l'étage. Celui-ci, orné d'un garde-corps en fer forgé, est encadré de deux colonnes en pierre qui supportent un entablement surmonté d'un fronton triangulaire percé d'un oculus, également en pierre[36].

- no  146 : villa Lafon[37].
- no  177 : maison[38].